# Теофана Величкова-Юрукова
Теофана Величкова Петкова-Юрукова е българска учителка.

## Биография
Родена е през 1853 г. в Пазарджик. Сестра е на писателя, преводач и политик Константин Величков. През 1871 г. завършва Габровското класно училище. В периода 1871 – 1875 г. учителства в Карлово, а след това в Пазарджик. Ушива знамето на пазарджишките революционери. Омъжена е за общественика и революционер Данаил Юруков, с който имат двама сина (Васил и Георги) и две дъщери (София и Мара). София Юрукова създава през 1909 г. първото издателство за преводна литература „Мозайка от знаменити съвременни романи“. Умира на 2 ноември 1917 г. в Пловдив.